# Urgana
Urgana, Organa, Orakina ali Ergene hatun (mongolsko Ургана, Urgana) jer bila oiratska princesa Mongolskega cesarstva in cesarica (hatun) Čagatajskega kanata. Bila je hčerka oiratskega poglavarja Turaldžija in Džingiskanove hčerke Čečejihen. Od leta 1252 do 1261 je bila regentka svojega mladoletnega sina.

## Zgodnje življenje
Poročena je bila s Čagatajevim vnukom  Kara Hulegujem. Mož je zasedel čagatajski prestol leta 1242 po Ogedejevi in Čagatajevi smrti. Veliki kan Gujuk je leta 1246 zamenjal Kara Huleguja z njegovim stricem Jesu Mongkejem.

## Regentka
Ko je Tolujeva družina strmoglavila Ogedejevo, je Kara Hulegu leta 1251 podprl Mongke kana. Slednji ga je v zahvalo za podporo ponovno imenoval za čagatajskega kana in Jesu Mongeja usmrtil. Kara Hulegu je kmalu zatem umrl in Mongke kan je dovolil njegovi vdovi Urgani, da je vladala kot regentka v imenu svojega mladoletjega sina. Vladala je devet let od leta 1252 do 1261.
Po pisanju Rašida al-Dina je za Huleguja organizirala banket, ko je bila njegova vojska leta 1255 na pohodu skozi Srednjo Azijo v Iran.

## Toluidska državljanska vojna
Leta  1260 je je po Mongkejevi smrti v Mongolskem cesarstvu izbruhnila toluidska državljanska vojna. Mongkejev brat Arigbuha je poslal čagatajskega kana Alguja v Džimsar, da bi tam utrdil svojo oblast. Algu je Urgano  odstranil z oblasti, nakar je pobegnila v Mongolijo. Izkoriščajoč boj med Arigbuho in njegovim starejšim bratom Kublajem, je Algu vladal kot neodvisen kan in se postavil na Arigbuhovo stran. Arigbuha je k Alguju poslal Masud Bega in Urgano, da bi se pogajala o miru.
Algu se je poročil z lepo, modro in preudarno princeso Urgano in imenoval Masuda za podkralja v Srednji Aziji. Po Algujevi smrti leta 1266 je Urgana za kana Čagatajskega Kanata imenovala svojega in Kara Hulegujevega sina Mubarak Šaha. Veliki kan Kublaj je bil zaradi tega ogorčen in poslal Baraka, da prevzame oblast v Čagatajskem kanatu. Slednji je po nekaj mesecih s pomočjo mongolskih plemičev uzurpiral Mubarakov prestol. Zdi se, da je Urgana do takrat že umrla.